# Хранительницы голубей (телесериал, 2015)
«Хранительницы голубей» (англ.  The Dovekeepers ; США, 2015) — мини-сериал канала CBS, основанный на одноимённом романе Элис Хоффман и снятый режиссёром  Ивом Симоно. Вышел в эфир 31 марта 2015 года.

## Сюжет
Сериал рассказывает о взятии войсками Римской империи  в конце  Первой Иудейской войны  неприступной крепости  Масады, которая после падения в 70 г.н.э. Иерусалима оставалась последним оплотом восставших евреев.
В центре повествования находятся три героини: загадочная целительница Шира, раздираемая страстями Яэль и совсем юная девушка-воин Азиза, волею судьбы оказавшиеся в осаждённой римскими легионерами Масаде. Перед глазами этих совершенно непохожих друг на друга женщин разворачивается кровавая история защитников последней еврейской крепости Иудеи – людей, обречённых на гибель, но так и не склонивших головы перед могущественным Римом, оставшихся в истории трагичным примером непоколебимой стойкости, мужества и героизма.

## В ролях
| Актёр            | Роль               |
| ---------------- | ------------------ |
| Коте де Пабло    | Шира               |
| Рэйчел Броснахэн | Яэль               |
| Сэм Нилл         | Иосиф Флавий       |
| Кэтрин Прескотт  | Азиза              |
| Диего Бонета     | Амрам              |
| Мидо Хамада      | Элазар бен Яир     |
| Сэм Хэзелдайн    | Флавий Сильва      |
| Джонас Армстронг | Иоав               |
| Люк Робертс      | Яким Бен Симон     |
| Фиона О’Шонесси  | Шанна              |
| Кеннет Спитери   | Клавдий            |
| Мануэль Коши     | Йозеф Бар Эльханан |
| Андре Агиус      | Адир               |
| Андрей Клод      | Са’Аддолос         |
| Марама Корлетт   | Сия                |